# S/2004 S 3
S/2004 S 3 هو التسمية المؤقتة لجرم فضائي شُوهد يدور حول خلف الحلقة الخارجية لكوكب زحل (المسماة F). اكتشفه فريق كاسيني لعلوم التصوير في الصور التي التقطها مسبار كاسيني-هيغنز في يونيو 21 عام 2004  وأعلن عنه في 9 سبتمبر 2004.
بالرغم من القيام بعدة محاولات اللاحقة لم يتم رؤيته بشكل مؤكد مرة أخرى منذ ذلك الحين الجدير بالذكر أن المسح الذي يغطي فترة مدارية كاملة بدقة 4 كم والذي يتم تصويره في 15 نوفمبر 2004 فشل في رصد الجرم.
.كان من المفترض أن يكون المسح التصويري قادرًا بسهولة على اكتشاف قمر بحجم مماثل لحجم الجرم ، مما يشير إلى أن هذا الجرم الفضائي كان مجرد كتلة عابرة. قد يكون هناك تقريبا علاقة ارتباط بين الجرمين (S/2004 S 3) و (S/2004 S 4) ومطابقته مع جرمين آخرين تم اكتشافهما في تواريخ أخرى ولكن من المحتمل أن تكون علاقتهما مصادفة.
شوهد جرم آخر( S / 2004 S 4) في مكان قريب بعد 5 ساعات ، ولكنه في هذه المرة كان داخل الحلقة F. نظرًا اختلاف الموقع بينه وبين (S/2004 S 3) فقد أُطلق عليه اسم آخر . قد يكون هذا الجرم أيضًا يدور في الحلقة F بدرجة ميلان مختلفة قليلاً ، وبالتالي فهو لا يمر فعليًا عبر مادة الحلقة على الرغم من رؤيته شعاعيًا داخليًا وخارجيًا.
إذا ثبت أن هذا الجرم هو جسم صلب ، فمن المحتمل أن يكون قطره من 3 إلى 5 كيلومترات بناءً على شدة السطوع